# 1932 în film
- 1931 în cinematografie — 1932 în cinematografie — 1933 în cinematografie

## Premiere
- 2 decembrie – Dacă aș avea un milion (If I Had a Million)
- El anónimo - (Anonimul) — film realizat de editorul, scenaristul și regizorul de film mexican Fernando de Fuentes Carrau

## Filmele cu cele mai mari încasări
| #   | Titlu                     | Studio               | Actori                                                                        |
| --- | ------------------------- | -------------------- | ----------------------------------------------------------------------------- |
| 1.  | Shanghai Express          | Paramount            | Marlene Dietrich                                                              |
| 2.  | Grand Hotel               | MGM                  | Greta Garbo, John Barrymore, Joan Crawford, Wallace Beery și Lionel Barrymore |
| 3.  | A Farewell to Arms        | Paramount            | Gary Cooper și Helen Hayes                                                    |
| 4.  | Red Dust                  | MGM                  | Jean Harlow și Clark Gable                                                    |
| 5.  | Call Her Savage           | Fox Film Corporation | Clara Bow                                                                     |
| 6.  | Trouble in Paradise       | Paramount            | Miriam Hopkins, Kay Francis and Herbert Marshall                              |
| 7.  | Love Me Tonight           | Paramount            | Maurice Chevalier and Jeanette MacDonald                                      |
| 8.  | Murders in the Rue Morgue | Universal Pictures   | Bela Lugosi and Sidney Fox                                                    |
| 9.  | Red-Headed Woman          | MGM                  | Jean Harlow                                                                   |
| 10. | Scarface                  | United Artists       | Paul Muni                                                                     |

## Premii

### Oscar
- Cel mai bun film:  Grand Hotel - MGM
- Cel mai bun regizor:  Frank Lloyd – Cavalcade
- Cel mai bun actor:
- Cea mai bună actriță:

Articol detaliat: Oscar 1932